# Operazione Golfo 2
L'operazione Golfo 2 è stata una missione svolta dalla Marina Militare Italiana, che ha visto unità navali italiane impegnate nelle operazioni della guerra del Golfo, con un ritorno nel Golfo Persico a due anni di distanza dalla fine dell'operazione Golfo 1.
Dopo che era terminata nel settembre 1988 la guerra Iran-Iraq, il 2 agosto 1990 il ra'īs iracheno Saddam Hussein invase il vicino stato del Kuwait in nome di un'antica pretesa di Baghdad di recuperare un territorio che era stato in età più antiche dipendente dal governatorato iracheno di Bassora in età ottomana. L'invasione provocò le immediate sanzioni da parte dell'ONU che lanciò un ultimatum, imponendo il ritiro delle truppe irachene. La richiesta non conseguì risultati e il 17 gennaio 1991 iniziò la guerra del Golfo.
Sin dall'agosto del 1990 il governo italiano deliberò l'invio di navi militari e all'uopo venne costituito il 20º Gruppo Navale (COMGRUPNAV20) a cui si aggiunsero a settembre, otto cacciabombardieri Tornado IDS (più due di riserva).
Dislocate nelle acque del Golfo Persico, le unità italiane assicurarono, in concorso con le altre forze multinazionali, l'applicazione delle risoluzioni del Consiglio di sicurezza delle Nazioni Unite, partecipando al controllo dell'embargo, conducendo azioni di controllo del naviglio sospetto e potenzialmente ostile. Successivamente, durante la fase delle operazioni militari, le unità italiane in concorso con altre forze navali contribuirono alla protezione diretta delle principali unità della forza multinazionale. Al termine delle operazioni militari poi, ripresero l'attività di embargo, partecipando allo stesso tempo alla bonifica delle acque del Golfo dai campi minati mediante l'invio della 54ª Squadra cacciamine.

## Navi impiegate nell'operazione militare
Sin dallo scoppio della crisi vennero dispiegate nel Mediterraneo orientale (Mar di Levante) dal 16 al 24 agosto 1990 le corvette Minerva e Sfinge, partite da Augusta
il primo gruppo di navi partito da Taranto per il Golfo Persico sin da agosto raggiunse il teatro operativo il 2 settembre e questo è l'elenco delle navi che hanno preso parte alla missione:
- Stromboli (2 settembre 1990 - 17 febbraio 1991)
- Orsa (2 settembre 1990 - 4 gennaio 1991)
- Libeccio (2 settembre 1990 - 31 gennaio 1991)
- Zeffiro (13 ottobre 1990 - 17 febbraio 1991)
- San Marco (28 gennaio - 15 marzo 1991)
- Lupo (28 gennaio - 15 marzo 1991)
- Audace (17 gennaio - 28 aprile 1991)
- Vesuvio (12 febbraio - 24 aprile 1991)
- Sagittario (12 febbraio - 28 aprile 1991)

A partire dal 16 aprile i cacciamine della classe Lerici Milazzo, Vieste, Sapri, ed il mototrasporto costiero Tremiti cui si è aggiunto con funzione di appoggio la fregata Maestrale hanno svolto operazioni di bonifica delle acque del golfo Persico da mine navali proseguendo in tale missione operativa fino al 30 luglio 1991.
A partire dal 21 aprile e fino al 17 luglio 1991 le navi anfibie San Marco e San Giorgio scortate dalla fregata Maestrale hanno preso parte alla missione ONU soccorso umanitario “Provide Comfort” fornendo aiuti alla popolazione curda che dopo la guerra del golfo aveva cercato di sottrarsi alla dittatura di Saddam Hussein.
Le navi sulla via del ritorno vennero impegnate nell'evacuazione di cittadini italiani e di altri stati europei dalla Somalia, dove da qualche anno era in corso una guerra civile intermittente che, sebbene con diversi contendenti, perdura ancora oggi e dove nel 1991 alla caduta del dittatore Siad Barre la lotta per il potere che ne seguì contrappose diversi gruppi tribali, in un nuovo crescendo di violenza accompagnato da una terribile carestia.
Per questa missione, durata esattamente un anno e terminata nell'agosto del 1991, la bandiera della Marina Militare venne decorata con la croce di cavaliere dell'Ordine militare d'Italia. La missione ha dimostrato la capacità della Marina Militare di operare in acque lontane dal Mediterraneo e al contempo la bontà dell'opera di potenziamento intrapreso con la Legge Navale del 1975 ma dimostrava in maniera ancora più evidente l'improrogabile necessità di un terzo rifornitore di squadra.